# Antonín Šachl
Antonín Šachl (11. června 1860 Hůrky – 24. února 1943 Hůrky) byl český a československý politik a meziválečný senátor Národního shromáždění ČSR za Československou stranu lidovou.

## Biografie
Antonín Šachl se narodil v Hůrkách u Lišova v jižních Čechách. V rodné obci hospodařil na vlastním statku.
Politicky aktivní byl již za Rakouska-Uherska. Patřil mezi představitele zakladatelské generace křesťanských sociálů, politicky činný byl od 90. let 19. století. V letech 1892–1903 působil jako starosta Hůrek, kde se zasloužil o výstavbu školy a obecního domu. V letech 1895–1904 zastával post starosty lišovského okresu. Podporoval zřizování silnic v regionu. Byl aktivní v četných lokálních spolcích. Spoluzaložil Sdružení českých katolických zemědělců pro Království české, v roce 1915 převzal předsednictví v jeho výkonném výboru. Podílel se na vzniku Strany katolického lidu. Na jejím třetím sjezdu roku 1910 byl zvolen do výkonného výboru. Od vzniku ČSL řadu let pracoval jako člen jejího zemského výboru v Čechách.
Ve volbách do Říšské rady roku 1907 se stal poslancem Říšské rady (celostátní parlament), kam byl zvolen za okrsek Čechy 075. Usedl do poslanecké frakce Český katolicko-národní klub. Ve vídeňském parlamentu setrval do konce funkčního období sněmovny, tedy do roku 1911.
V parlamentních volbách v roce 1920 získal senátorské křeslo v československém Národním shromáždění. Mandát obhájil v parlamentních volbách v roce 1925 a parlamentních volbách v roce 1929. V senátu zasedal do roku 1935.
Od konce 20. let 20. století předsedal Svazu hospodářských družstev v Čechách.